# De Levensbron (Terneuzen)
De Levensbron is een kerkgebouw van de Nederlandse Gereformeerde Kerken in de Zeeuwse stad Terneuzen, gelegen aan Sloelaan 40.
De Gereformeerde gemeente vrijgemaakt kerkte vanaf 1961 in de kerk aan de Van Cantfortstraat. Een nieuwe kerk werd gebouwd in 1984 naar ontwerp van A. van der Lek. Het is een sober doosvormig bakstenen gebouw met een lage ingangspartij. In 1985 werd een groot orgel in gebruik genomen, vervaardigd door de firma Fama & Raadgever. De totale bouwkosten voor de kerk bedroegen ongeveer 1,6 miljoen gulden. Vanaf 2004 werd het gebouw ook gebruikt door de Hersteld hervormde gemeente.